# Ana Dias Lourenço
Ana Afonso Dias Lourenço (Luanda, 13 de abril de 1957) é uma economista e política angolana. Como esposa do presidente João Lourenço, é primeira-dama de Angola desde 2017. É, também, deputada desde 2008.
Possui larga experiência na administração pública, bem como em planeamento económico, planeamento de investimento, elaboração e avaliação de projetos e análise prospectiva.

## Biografia
Filha de António Afonso Dias e Isabel Dias dos Santos, Ana nasceu em Luanda em 13 de abril de 1957.
Em Luanda, frequentou o ensino básico na Escola Primária nº 83, entre 1962 e 1966; a Escola Preparatória Marta do Resgate Salazar, entre 1966-1968, e; o Liceu Feminino Dona Guiomar de Lencastre (actual Liceu Ginga Ambande), entre 1968-1974.
Licencia-se em economia na Universidade Agostinho Neto, em 1983, onde também obtém um certificado em matéria de política e gestão macroeconômica. Conclui o curso de análise e avaliação de projeto pelo Banco Africano de Desenvolvimento, em Abidjã, na Costa do Marfim, em 1984, e o curso sobre a política macroeconômica do Instituto de Gestão de Desenvolvimento Econômico do Banco Mundial (IDE), em Portugal, em 1992. Frequenta também um curso de formação de base em economia e de formação complementar em gestão de projetos e análise e avaliação de projetos.
Ana é multilíngue: além do português, fala inglês, francês e espanhol.
Foi consultora sênior do Gabinete de Planeamento Provincial de Benguela na década de 1980, e, de 1986 a 1997, Chefe do Departamento de Investimentos do Ministério do Planeamento de Angola. Como Chefe do Departamento de Investimentos do Ministério do Planeamento, foi responsável pelos programas de desenvolvimento da província de Benguela. Foi vice-Ministra e Ministra do Planeamento de Angola de 1997 a 2012.
Atuou, ainda, em vários cargos como o de Presidenta do Conselho Nacional de Estatística, o Presidenta da Comissão Nacional para Comunidade de Desenvolvimento da África Austral (CDAA), Governadora de Angola para o Banco Africano de Desenvolvimento e Ordenadora Nacional do Fundo FED, além de membro do Gabinete de Estado para a Coordenação Económica.
Enquanto no Banco Mundial, entre 2014 e 2015, foi vice-presidente do Conselho de Administração do Comitê de Ética e do Comitê de Recursos Humanos, Diretora Executiva do Conselho de Administração e Coordenadora da Reabilitação de Infraestruturas dos projetos financiados pelo Banco Mundial, em representação do círculo de Angola, Nigéria e África do Sul.
Foi a sexta candidata na lista do Movimento Popular de Libertação de Angola (MPLA) para o Círculo Nacional nas eleições parlamentares de setembro de 2008. Eleita num escrutínio em que o MPLA ganhou uma esmagadora maioria na Assembleia Nacional. Foi reeleita em 2012, 2017 e 2022, respectivamente, na oitava, décima e décima nona colocação da lista do MPLA para o Círculo Nacional.
A 22 de novembro de 2018, foi agraciada com a Grã-Cruz da Ordem do Infante D. Henrique, no âmbito da Visita de Estado do presidente João Lourenço a Portugal.
Desde 2019 está engajada em projetos como o Grupo de Mulheres Líderes pela Igualdade do Género da Organização das Nações Unidas, a Fundação Ngana Zanza de capacitação da sociedade civil das comunidades rurais e do Fórum de Parceiros da UNESCO 2019 (Bienal de Luanda), inclusive na promoção do empoderamento das mulheres como elemento-chave em prol do desenvolvimento sustentável com a ativista indiana Licypriya Kangujam.

## Vida pessoal
Casou-se, em 6 de setembro de 1986, em Benguela, com o historiador, militar e político João Lourenço. O casal têm três filhas, a saber: Jessica Lorena Lourenço, Cristina Giovanna Dias Lourenço e Ana Isabel Lourenço. Ana Dias Lourenço ainda possui três enteados.
Possui dupla nacionalidade: angolana e portuguesa.